# Cultura di Urewe
La cultura di Urewe è una  cultura archeologica che si sviluppò nella prima età del ferro nella regione intorno al lago Vittoria (Africa orientale).
La cultura prende il nome dal sito archeologico di Urewe, nel distretto di Siaya della provincia di Nyanza in Kenya, il cui materiale archeologico fu pubblicato nel 1948.

## Cronologia
La maggiore fioritura della cultura di Urewe, legata allo sviluppo di un'importante attività metallurgica del ferro, si ebbe nel III e IV secolo d.C.
Le sue origini sono state individuate in collegamento all'espansione dei Bantu: la cultura di Urewe corrisponderebbe alla famiglia orientale della lingua bantu, parlata dai discendenti della prima ondata di espansione bantu nell'Africa orientale.
I manufatti più antichi che possono esserle attribuiti sono stati rinvenuti nella regione del Kagera,  in Tanzania .  Successivamente si diffuse verso ovest nella regione del Kivu della Repubblica Democratica del Congo, verso est nelle province di Nyanza e Occidentale del Kenya e verso nord in Uganda, Ruanda e Burundi.

## Caratteristiche
La cultura di Urewe si distingue per lo stile della ceramica (ceramica di Urewe o "Urewe ware") e per una tecnica sofisticata di metallurgia nella lavorazione del ferro. 
La ceramica di Urewe presenta forme di piccole dimensioni (da circa 30  a circa 36 cm di altezza) e tre forme principali: un vaso con collo concavo, un vaso piccolo, o bicchiere, e una ciotola. L'orlo è quasi sempre smussato e presenta due o tre linee incise parallele. La base presenta nella maggior parte dei casi una "fossetta" incavata
Le forme ceramiche presentano decorazioni incise, costituite da linee parallele in prossimità dell'orlo e che si dispongono in girali e spirali sulle spalle.
Le decorazioni sottolineano le quattro parti di cui si compongono i vasi, a volte in forma semplificata nei vasi piccoli, mentre le ciotole, le cui forme sono suddivise in tre parti, hanno tuttavia sempre una decorazione quadripartita, forse perché forme più recenti.
I forni per la fusione del ferro associati con questa ceramica sono costituiti da bacini riempiti con rami ancora verdi ed erbe, utilizzate come filtro per far depositare le scorie di fusione sul fondo. Superiormente è una copertura conica come camino, realizzata con anelli sovrapposti di argilla umida. Le pareti esterne sono decorate da scanalature sull'anello superiore e da incisioni incrociate o a forma di S sulla superficie esterna, ricordando il collo dei vasi.
In Uganda, in Ruanda, in Burundi e nel Kenya occidentale la successiva cultura della tarda età del ferro si caratterizza per la presenza di ceramica di qualità inferiore, a volte mal cotta e decorata a rotella o con corde impresse. Questa successiva cultura si sviluppò da popolazioni dedite alla pastorizia e probabilmente provenienti da nord, che avrebbero adottato la lingua bantu. questo cambiamento avvenne dopo il V secolo, in un'epoca che non può essere precisata.

## Ambiente
La distribuzione dei siti mostra una preferenza per le aree vicine a corsi o specchi d'acqua, ovvero per i margini tra la foresta pedemontana e la savana arborea.
Le popolazioni erano semisedentarie e praticavano la coltivazione dei cereali (miglio e sorgo) e l'allevamento bovino a piccola scala. 
Le attività condotte, sia per la pratica dell'agricoltura, sia per l'impiego di combustibile per la fusione del ferro, condussero in alcuni casi ad una deforestazione che favorì l'erosione dei pendii collinari.

## Siti
Elenco di siti della cultura di Urewe:
- Bishange, sul lago Kivu (Repubblica Democratica del Congo);
- Chobi, presso le  cascate Murchison (datato al III-IV secolo d.C.);
- Cyamakusa, in Ruanda (datazione al radiocarbonio al III-IV secolo d.C.);
- Mukinanira (riparo in roccia);
- Ndora, in Ruanda (datazione al radiocarbonio al III-IV secolo d.C.);
- Nyirankuba, una piccola collina presso Kinkanga nella Ruanda meridionale;
- Tshamfu, sul lago di Kivu (Repubblica Democratica del Congo);
- Urewe, nella provincia di Nyanza in Kenya.

## Storia degli studi
Nel 1945  il missionario W.E. Owen, che si interessava di archeologia, esplorò alcune pendici erose nel golfo di Kavirondo sul lago Vittoria e raccolse i primi esemplari della ceramica decorata . I ritrovamenti suscitarono l'interesse di Louis e Mary Leakey, che scavarono una serie di siti nella valle di Yala, e in particolare il sito di Urewe (distretto di Siaya della provincia di Nyanza in Kenya), dal quale la cultura riprese il proprio nome. In associazione con questa ceramica vennero rinvenuti oggetti in ferro.
Negli anni sessanta la datazione al radiocarbonio eseguita da Robert Soper su campioni dal sito di Uruwe restituì date tra il III e il V secolo d.C.
Nello stesso periodo gli archeologi belgi Jean Hiernaux ed Emma Maquet riconobbero una ceramica caratteristica della prima età del ferro in una serie di piccoli scavi in Ruanda, Burundi e nella vicina regione di Kivu dell'allora Zaire (in seguito Repubblica Democratica del Congo). La ceramica venne indicata come "tipo A" nella loro tipologia e corrispondeva alla ceramica di Urewe.
Questo tipo di ceramica era stato ritrovato in una ventina di siti, associato a scorie in ferro (tra questi Nyirankuba, nella Ruanda meridionale), o a fornaci per la fusione (siti di Ndora e di Cyamakusa, sempre in Ruanda, datati al radiocarbonio al III-IV secolo d.C., e di Bishanga, presso le rive del lago Kivu): in cinque casi la fase della cultura di Urewe si sovrapponeva a livelli della tarda età della pietra, privi di ceramica. La ceramica di Urewe venne ritrovata ancora in una decina di siti nell'Uganda meridionale e in altri ancora nel distretto di Bukoba (regione del Kagera), nella Tanzania nord-occidentale, e verso nord a Chobi, presso le cascate Murchison, con datazione al IV secolo d.C.
Altri studiosi che si sono occupati di questa cultura sono D. W. Philpson (sintesi dell'età del ferro antica nell'Africa orientale nel 1976), J.E.G. Sutton, del British Institute of Eastern Africa di Nairobi (scavi e pubblicazioni nel 1960-70, nell'ambito del Bantu Studies Project), P.R. Schmidt (scavi e pubblicazioni 1970-80 e sintesi nel 1997), Marie-Claude Van Grunderbeek, Emile Roche e Hugues Doutrelepont (scavi 1978-1987 e pubblicazioni).